# Discomyza incurva

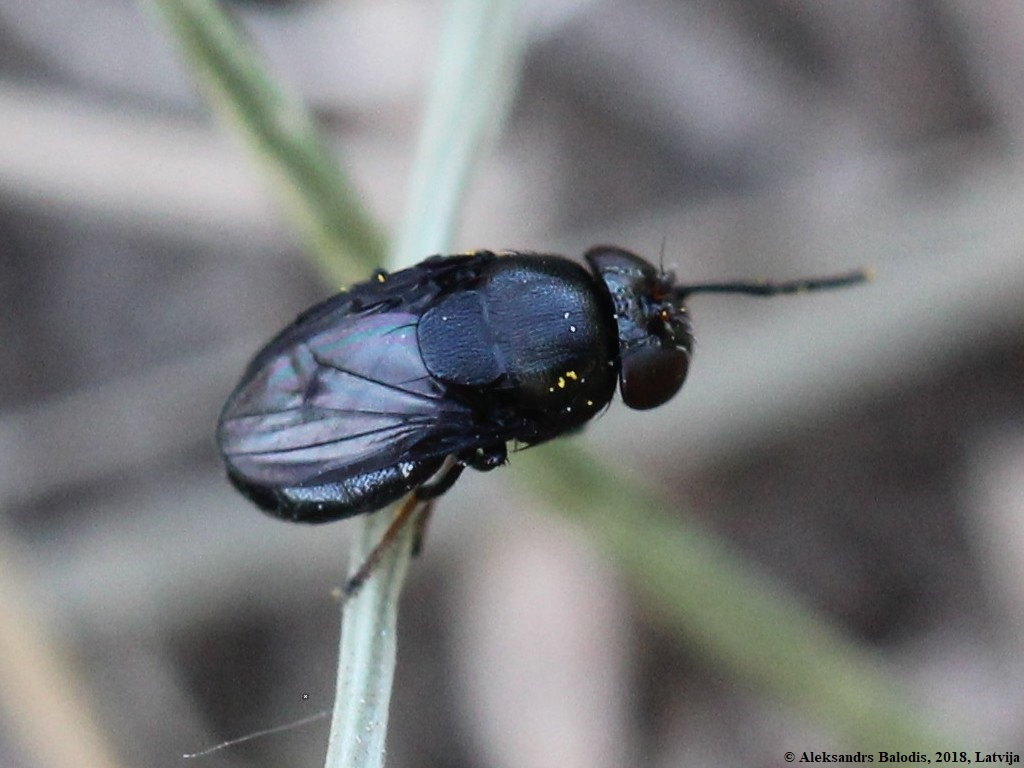
Dorsalansicht

Discomyza incurva ist eine Art der Salzfliegen (Ephydridae). Sie wurde von Carl Fredrik Fallén 1823 als Psilopa incurva erstbeschrieben.

## Merkmale
Die schwarzen Fliegen sind 2,5–3 mm lang. Lediglich die Tarsen sind rotbraun. Die Fliegen besitzen dunkle Flügel, die sie in Sitzhaltung über ihrem Hinterleib übereinander klappen.

## Verbreitung
Discomyza incurva ist in der Paläarktis heimisch. Die Art kommt fast in ganz Europa vor. Ihr Verbreitungsgebiet reicht bis nach Nordafrika, Kleinasien, in den Kaukasus und den Nahen Osten. Außerdem kommt die Art in Japan vor. In Nordamerika wurde die Fliegenart eingeschleppt. Im Jahr 2005 wurde sie erstmals im Süden der kanadischen Provinz Ontario nachgewiesen.

## Lebensweise
Den typischen Lebensraum von Discomyza incurva bilden Wiesen und Sanddünen. Die Fliegen beobachtet man fast das ganze Jahr. Am häufigsten treten sie zwischen Mai und Juni sowie zwischen Mitte Juli und September in Erscheinung. Die Larven entwickeln sich in toten Schnirkelschnecken, insbesondere der Gattungen Helix und Cepaea sowie der Mittelmeersandschnecke (Theba pisana).